# Peugeot Type 175
La Peugeot type 175 torpédo Sport est un modèle d'automobile du constructeur automobile Peugeot, produit entre 1923 et 1924.

## Historique
En 1924, cette automobile de sport remporte la course automobile du « Critérium international de Tourisme Paris-Nice » de 1100 km en catégorie « 3 litres ».
Paris Nice, Peugeot 175 Torpedo Grand Sport
La Peugeot Type 175 était une voiture sportive assez importante de Peugeot produite en 1923 et 1924. Elle a été fabriquée à l'usine d'Audincourt. Son moteur à soupapes en tête, de la gamme LA5, offre une cylindrée de 3 L (2 951 cm3 ou 180 ci) avec une boîte de vitesses à quatre rapports. Disponible seulement carrossée en Torpédo Sport ou Torpédo Grand Sport, elle est vendue au prix de 38 000 francs. Couleurs : bleu, gris, vert ou rouge avec ailes noires et châssis. Elle est équipée de phares Blériot, magnéto SEV et une exhausteur Weymann.
Au total, seulement 303 ont été faites et seulement 4 voitures survivants d'origine et complets sont connus aujourd'hui. (3 en France et 1 175 a Belgique) Une voiture est exposée au Musée de l'Aventure Peugeot. En outre également un châssis complet avec tous les mécaniciens ont survécu en Nouvelle-Zélande et une modifié "special" avec châssis raccourci et un moteur pas original en France.

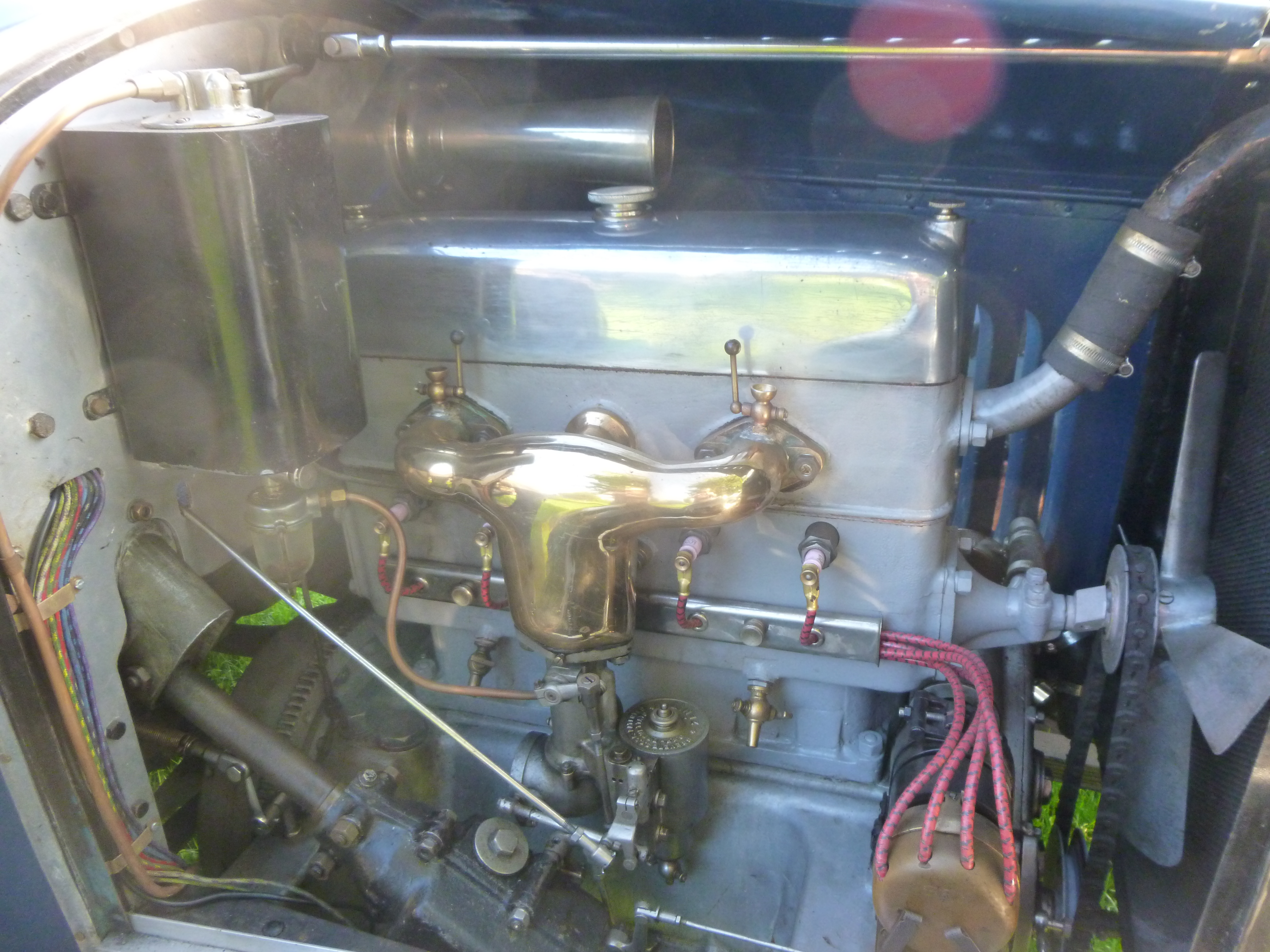
Engine 3L OHV Peugeot 175 1923
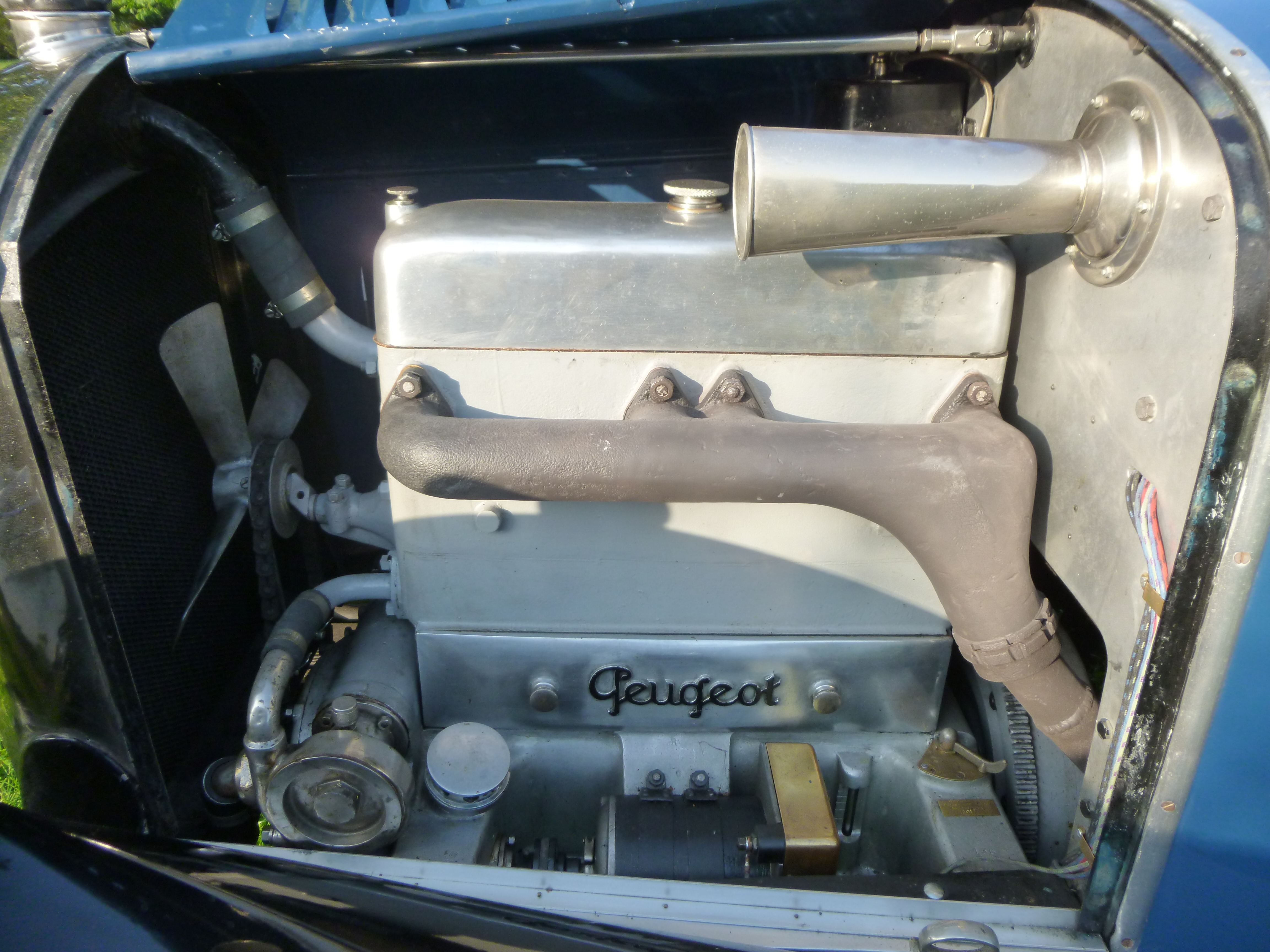
3L LA5 Peugeot Engine (Belgique)
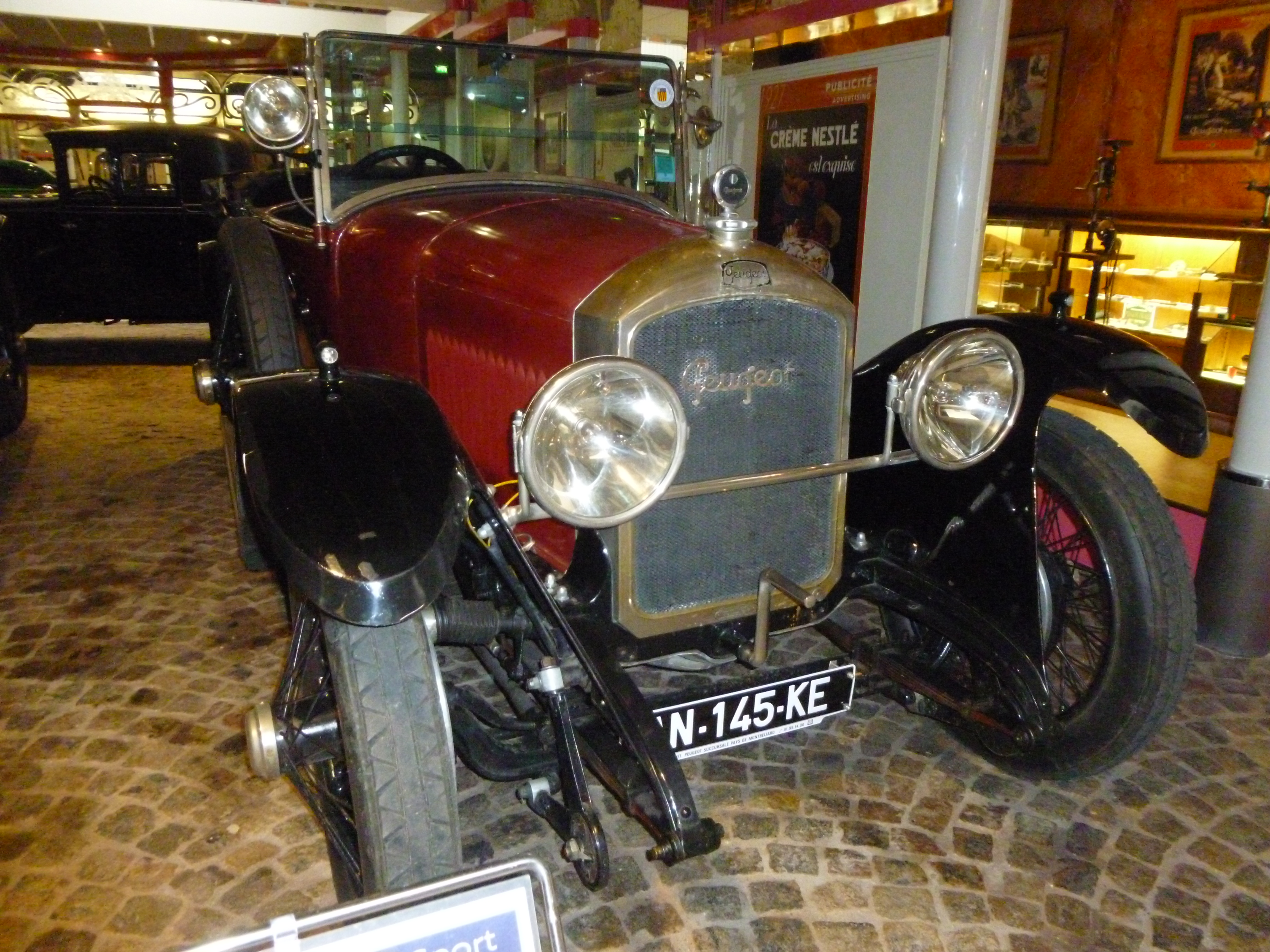
Peugeot 175 de Musée de l'Aventure (Ex Tasmanie)
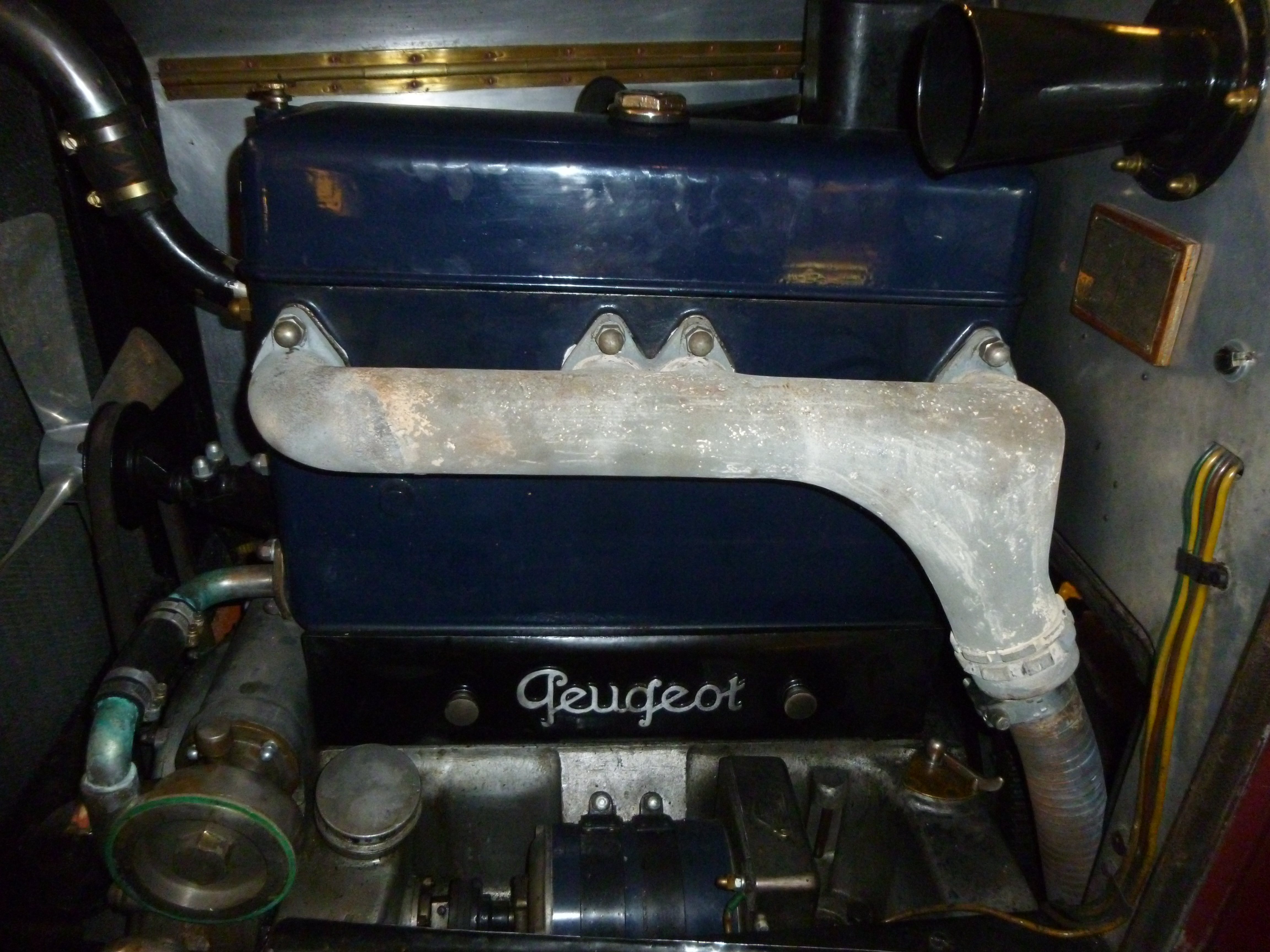
Moteur 3 L de Peugeot type 175 de Musée de l'Aventure
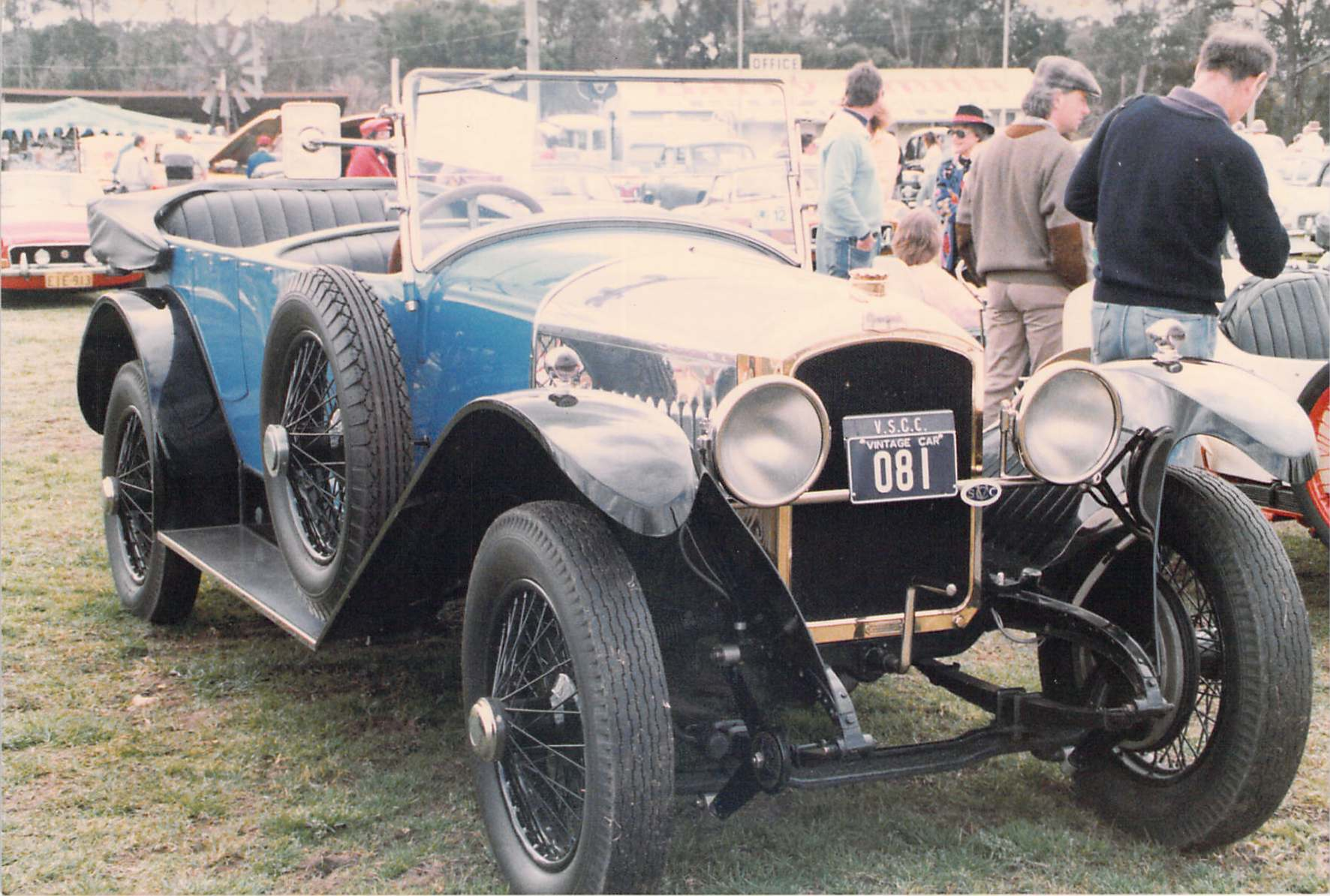
Peugeot 175 (France, Ex Australia)